# Ferrièiras de Possaron
Ferrièiras de Possaron (en francès Ferrières-Poussarou) és un poble occità del Llenguadoc situat a la part septentrional del departament de l'Erau a la regió Occitània.